# Antoniew (gmina Aleksandrów Łódzki)
Antoniew – wieś w Polsce położona w województwie łódzkim, w powiecie zgierskim, w gminie Aleksandrów Łódzki.
13 lutego 1946 wschodnią część Antoniewa włączono do Łodzi. Kolejną porcję wsi (70 ha) włączono do Łodzi 1 stycznia 1988.
W latach 1975–1998 miejscowość należała administracyjnie do województwa łódzkiego.
Nie mylić z pobliskiem Antoniewem.